# 偶像大师CD列表
以下是《偶像大師》系列（PROJECT IM@S）所推出的CD的列表，包括偶像大师、偶像大师 灰姑娘女孩、偶像大师 百万现场、偶像大师 SideM、偶像大师.KR和偶像大师 闪耀色彩这六个子作品的音乐CD。各作品中，偶像大师（本家）与偶像大师 灰姑娘女孩的CD主要由日本哥伦比亚发行，偶像大师 百万现场、偶像大师 SideM和偶像大师 闪耀色彩三者的CD主要皆由Lantis发行。

## 偶像大师（本家）

### 1st Vision

#### MASTERPIECE 系列
收錄街機版的音樂的系列。由01至05，一共5隻。
THE IDOLM@STER MASTERPIECE 01
2005年9月28日發售。天海春香、萩原雪步、秋月律子各一首歌，以及收錄由三人所唱的《魔法をかけて!》、《THE IDOLM@STER》的Long Version。
THE IDOLM@STER MASTERPIECE 02
2005年11月2日發售。三浦梓、如月千早、菊地真各一首歌，以及收錄由三人所唱的《9:02pm》、《THE IDOLM@STER》的Long Version。
THE IDOLM@STER MASTERPIECE 03
2005年11月30日發售。水瀨伊織、高槻彌生、雙海亞美・真美各一首歌以及收錄由三人所唱的《ポジティブ!》、《THE IDOLM@STER》的Long Version。
THE IDOLM@STER MASTERPIECE 04
2006年3月22日發售。收錄《太陽のジェラシー》（春香・伊織・千早）、《エージェント夜を往く》（真・律子・亞美真美）、《おはよう!!朝ご飯》（彌生・梓・雪步）的Long Version，《THE IDOLM@STER》（全員）Game Version，以及9首在Super producer Tournament中熱門Unit版。
THE IDOLM@STER MASTERPIECE 05
2006年5月31日發售。收錄《蒼い鳥》（千早·梓·律子）、《First Stage》（雪步·真·亞美真美）、《Here we go!!》（伊織・春香・彌生）、《THE IDOLM@STER》（全員）Long Version，以及遊戲的BGM。

#### MASTERWORK 系列
於Xbox 360版初出現的歌曲的full version，並收錄街機版的歌的另一版本。由00至03，一共4隻。
THE IDOLM@STER MASTERWORK 00
2006年12月20日發售。收錄星井美希・天海春香・如月千早的《私はアイドル♥》、《神さまのBirthday》，以及全員所唱的《THE IDOLM@STER》的CD。和收錄Xbox 360版的Promotion映像（使用歌曲分別為《私はアイドル♥》《THE IDOLM@STER》《GO MY WAY!!》）的DVD。
THE IDOLM@STER MASTERWORK 01
2007年1月31日發售。收錄天海春香·水瀨伊織・高槻彌生所唱的《GO MY WAY!!》和秋月律子・三浦梓・菊地真的《思い出をありがとう》，由天海春香主唱的《太陽のジェラシー》、水瀨伊織的《Here we go!!》、高槻彌生的《おはよう!!朝ご飯》的Long Version。
THE IDOLM@STER MASTERWORK 02
2007年2月28日發售。收錄星井美希與如月千早所唱的《relations》、秋月律子・萩原雪步・雙海亞美&真美的《My Best Friend》，由秋月律子主唱的《魔法をかけて!》、雙海亞美&真美的《ポジティブ!》的Long Version。
THE IDOLM@STER MASTERWORK 03
2007年3月28日發售。菊地真・三浦梓・萩原雪步所唱的《まっすぐ》、水瀨伊織・高槻彌生・雙海亞美&真美的《私はアイドル♥》、由主唱萩原雪步的《First Stage》、菊地真的《エージェント夜を往く》的Long Version。

##### MASTER ARTIST 系列
收錄各偶像的原有歌‧新曲、以及原由現實藝人所唱的翻唱曲的系列。01至10以及FINALE，共11隻碟。
以下的專輯中，共通曲為《i》。
THE IDOLM@STER MASTER ARTIST 01 天海春香
2007年7月18日發售。個別新曲為《I Want》，追加翻唱曲是齊藤由貴的《悲しみよこんにちは》，獨唱Remix（Solo Remix）曲為《GO MY WAY!! (M@STER VERSION)》及《神さまのBirthday》。
THE IDOLM@STER MASTER ARTIST 02 高槻彌生
2007年7月18日發售。個別新曲為《キラメキラリ》，翻唱曲是木村KAELA的《リルラ リルハ》，獨唱Remix曲為《GO MY WAY!! (M@STER VERSION)》及《私はアイドル♡ (M@STER VERSION)》。
THE IDOLM@STER MASTER ARTIST 03 星井美希
2007年8月1日發售。個別新曲為《ふるふるフューチャー☆》，翻唱曲是CHICKS的《すいみん不足》和BON-BON BLANCO的《涙のハリケーン》，獨唱Remix曲為《relations (M@STER VERSION)》、《私はアイドル♡》及《神さまのBirthday》。
THE IDOLM@STER MASTER ARTIST 04 菊地 真
2007年8月1日發售。個別新曲為《迷走Mind》、翻唱曲是YEN TOWN BAND的《Swallowtail Butterfly 〜あいのうた〜》，獨唱Remix曲為《まっすぐ (M@STER VERSION)》及《思い出をありがとう (M@STER VERSION)》。
THE IDOLM@STER MASTER ARTIST 05 如月千早
2007年8月22日發售。個別新曲為《目が逢う瞬間》，翻唱曲是谷山浩子的《まっくら森の歌》，獨唱Remix曲為《神さまのBirthday》和《relations (M@STER VERSION)》。
THE IDOLM@STER MASTER ARTIST 06 雙海亞美／真美
2007年8月22日發售。個別新曲為《スタ→トスタ→》，翻唱曲是SMAPの《笑顔のゲンキ》，獨唱Remix曲為《私はアイドル♡ (M@STER VERSION)》和《My Best Friend (M@STER VERSION)》。
THE IDOLM@STER MASTER ARTIST 07 三浦梓
2007年9月5日發售。個別新曲為《隣に・・・》，翻唱曲是Angela Aki的《Kiss Me Good-Bye》，獨唱Remix曲為《まっすぐ (M@STER VERSION)》和《思い出をありがとう (M@STER VERSION)》。
THE IDOLM@STER MASTER ARTIST 08 水瀨伊織
2007年9月5日發售。個別新曲為《フタリの記憶》，翻唱曲是奥華子的《ガーネット》，獨唱Remix曲為《私はアイドル♡ (M@STER VERSION)》和《GO MY WAY!! (M@STER VERSION)》。
THE IDOLM@STER MASTER ARTIST 09 萩原雪步
2007年10月3日發售。個別新曲為《Kosmos, Cosmos》，翻唱曲是加藤いづみ的《好きになって、よかった》，獨唱Remix曲為《My Best Friend (M@STER VERSION)》和《まっすぐ (M@STER VERSION)》。
THE IDOLM@STER MASTER ARTIST 10 秋月律子
2007年9月19日發售。個別新曲為《いっぱいいっぱい》，翻唱曲是樋口了一的《1/6の夢旅人 2002》。獨唱Remix曲為《My Best Friend (M@STER VERSION)》、《思い出をありがとう (M@STER VERSION)》。
THE IDOLM@STER MASTER ARTIST FINALE 765Pro ALLSTARS
2007年10月24日發售。

#### MASTER LIVE 系列
收錄《偶像大師 為你而唱！》初出的新歌的完整版。
THE IDOLM@STER Christmas for you!
2007年12月19日發售。
THE IDOLM@STER MASTER LIVE 00
2008年2月13日發售。
THE IDOLM@STER MASTER LIVE 01 REM@STER-A
2008年3月5日發售。
THE IDOLM@STER MASTER LIVE 02 REM@STER-B
2008年4月16日發售。
THE IDOLM@STER MASTER LIVE 03 Do-Dai
2008年5月14日發售。
THE IDOLM@STER MASTER LIVE 04 my song
2008年6月18日發售。
THE IDOLM@STER Vacation for you!
2008年7月23日發售。
THE IDOLM@STER MASTER LIVE ENCORE
2008年8月22日發表、同年10月29日發售。

#### Famison 8BIT☆THE IDOLM@STER系列
2008年1月發表。以偶像大師的偶像們唱出經典NAMCO歌曲的概念所推出的系列
ファミソン8BIT☆アイドルマスター01 高槻彌生／雙海亞美・真美
2008年3月25日發售。
ファミソン8BIT☆アイドルマスター02 天海春香／星井美希
2008年4月5日發售。
ファミソン8BIT☆アイドルマスター03 三浦梓／秋月律子
2008年4月22日發售。
ファミソン8BIT☆アイドルマスター04 菊地真／萩原雪步
2008年5月27日發售。
ファミソン8BIT☆アイドルマスター05 如月千早／水瀨伊織
2008年6月25日發售。
ファミソン8BIT☆アイドルマスター BEST ALBUM + LIVE DVD
2011年10月19日發售。CD・DVD4枚組。

#### MASTER SPECIAL 系列
THE IDOLM@STER MASTER SPECIAL 765 “Colorful Days”
2008年12月10日發售。
THE IDOLM@STER MASTER SPECIAL 961 “オーバーマスター”
2008年12月10日發售。
THE IDOLM@STER MASTER SPECIAL 01
2009年2月4日發售。登場偶像是天海春香與高槻彌生。
THE IDOLM@STER MASTER SPECIAL 02
2009年3月4日發售。登場偶像是秋月律子與雙海亞美・真美。
THE IDOLM@STER MASTER SPECIAL 03
2009年4月1日發售。登場偶像是如月千早與我那霸響。
THE IDOLM@STER MASTER SPECIAL 04
2009年5月13日發售。登場偶像是萩原雪步與四条貴音。
THE IDOLM@STER MASTER SPECIAL 05
2009年7月1日發售。登場偶像是三浦梓與菊地真。
THE IDOLM@STER MASTER SPECIAL 06
2009年8月5日發售。登場偶像是水瀨伊織與星井美希。
THE IDOLM@STER MASTER SPECIAL WINTER
2009年12月16日發售。

THE IDOLM@STER MASTER SPECIAL SPRING
2010年3月17日發售。

### 2nd Vision

#### DREAM SYMPHONY 系列
『THE IDOLM@STER Dearly Stars』的關連歌曲CD。
THE IDOLM@STER DREAM SYMPHONY 00 "HELLO!!"
2009年9月9日發售。Maxi Single。
THE IDOLM@STER DREAM SYMPHONY 01 水谷繪理
2009年10月14日發售。
THE IDOLM@STER DREAM SYMPHONY 02 秋月涼
2009年11月4日發售。
THE IDOLM@STER DREAM SYMPHONY 03 日高愛
2009年12月2日發售。

#### MASTER ARTIST 2 系列
MASTER ARTIST 2 Prologue
2010年9月22日發售。
MASTER ARTIST 2 -First Season-
前作中受到好評的《MASTER ARTIST系列》的2版。
各偶像各有1首個別新歌與其卡拉OK版，以及各一首個別翻唱歌，同時發售的3人共通的翻唱歌（各人物的混音有所不同）、既存曲的remix版1首、系列共通新曲1首、及談話（トーク）所組成。
共通翻唱曲如下。各人物的混音有所不同。
- 01,02,03（春香、響、美希）「Tip,Taps,Tip」。原曲是「HALCALI」。
- 04,05,06（真、千早、貴音）「星のかけらを探しに行こう Again」。原曲是「福耳」。
- 07,08,09（雪步、真美、彌生）「スウィートドーナッツ」。原曲是「Perfume」。

共通新曲為「MEGARE! (M@STER VERSION)」。
01 天海春香
2010年11月3日發售。與02 我那霸響、03 星井美希同時發售。個別新曲為「START!!」、個人翻唱曲是HARCO的「世界でいちばん頑張ってる君に」。新收錄既存曲的Remix版「太陽のジェラシー (M@STER VERSION)」。
02 我那霸響
2010年11月3日發售。與01 天海春香、03 星井美希同時發售。個別新曲為「TRIAL DANCE」、個人翻唱曲是夏川りみ的「涙そうそう」。新收錄既存曲的Remix版「DREAM」。
03 星井美希
2010年11月3日發售。與01 天海春香、02 我那霸響同時發售。個別新曲為「Day of the future」、個人翻唱曲是松本英子的「Squall」。新收錄既存曲的Remix版「ふるふるフューチャー☆」。
04 菊地真
2010年12月1日發售。與06 四條貴音同時發售。個別新曲為「tear」、個人翻唱曲是蘭花·李（中島愛）的「星間飛行」。新收錄既存曲的Remix版「自転車」。
05 如月千早
2010年12月8日發售。最初預定與04、06同時發售（12月1日），但因事延期。個別新曲為「眠り姫」、個人翻唱曲是さだまさし的「愛について」。新收錄既存曲的Remix版「arcadia」。
06 四條貴音
2010年12月1日發售。與04 菊地真と同時發售。個別新曲為「風花」、個人翻唱曲是諫山実生的「月のワルツ」。新收錄既存曲的Remix版「THE 愛」。
07 萩原雪步
2010年12月29日發售。與08 雙海真美、09 高槻彌生同時發售。個別新曲為「何度も言えるよ」、個人翻唱曲是奥華子的「恋」。新收錄既存曲的Remix版「LOST」。更換聲優後最初的CD。
08 雙海真美
2010年12月29日發售。與07 萩原雪步、09 高槻彌生同時發售。個別新曲為「ジェミー」、個人翻唱曲是井上陽水（アレンジは斉藤由貴）的「夢の中へ」。新收錄既存曲的Remix版「黎明スターライン」。最初的個人名義CD。
09 高槻彌生
2010年12月29日發售。與07 萩原雪步、08 雙海真美同時發售。個別新曲為「スマイル体操」、個人翻唱曲是井上あずみ的「さんぽ」。新收錄既存曲的Remix版「キラメキラリ」。
MASTER ARTIST 2 -Second Season-
「印象が薄れるから」という理由で同時発売されなかった竜宮小町組のソロCD。共通新曲に関してはFirst Seasonと同じ。
共通翻唱歌如下。
- 01,02（伊織、亞美）「あ～よかった」。原曲是「花*花」。
- 03,04（梓、律子）「Best Friend」。原曲是「Kiroro」。

01 水瀨伊織
2011年5月25日發售。與02 双海亜美同時發售。個別新曲為「DIAMOND」、個人翻唱曲是国生さゆり with おニャン子クラブ的「バレンタイン・キッス」。新收錄既存曲的Remix版「リゾラ」。
02 雙海亞美
2011年5月25日發售。與01 水瀬伊織同時發售。個別新曲為「YOU往MY進」、個人翻唱曲是H2O的「想い出がいっぱい」。新收錄既存曲的Remix版「スキ」。
03 三浦梓
2011年6月22日發售。與04 秋月律子同時發售。個別新曲為「ラ♥ブ♥リ♥」、個人翻唱曲是石川さゆり的「ウイスキーが、お好きでしょ」。新收錄既存曲的Remix版「Mythmaker」。
04 秋月律子
2011年6月22日發售。與03 三浦梓同時發售。個別新曲為「LOVEオーダーメイド」、個人翻唱曲是中川翔子的「空色デイズ」。新收錄既存曲的Remix版「livE」。
THE IDOLM@STER 2「The world is all one !!」
2011年2月9日發售。由765PRO ALL STARS主唱。
THE IDOLM@STER 2「SMOKY THRILL」
2011年2月9日發售。由龍宮小町（水瀬伊織、双海亜美、三浦あずさ）以及秋月律子主唱。
THE IDOLM@STER MASTER Jupiter
2011年11月23日發售。
961 Pro的男子組子「Jupiter」的迷作專輯。收錄遊戲的使用曲2首，以及各成員的獨唱新曲3首。

#### ANIM@TION MASTER 系列
THE IDOLM@STER ANIM@TION MASTER 01「READY!!」
2011年8月10日發售。收錄動畫「THE IDOLM@STER」第1片頭曲及兩首三人合唱歌。
THE IDOLM@STER ANIM@TION MASTER 02
2011年9月7日發售。收錄BGM，以及第1-5話的插曲及片尾曲。
THE IDOLM@STER ANIM@TION MASTER 03
2011年10月5日發售。收錄BGM，以及第6-10話的插曲及片尾曲。
THE IDOLM@STER ANIM@TION MASTER 04「CHANGE!!!!」
2011年11月9日發售。收錄第2片頭曲及兩首三人合唱歌。
THE IDOLM@STER ANIM@TION MASTER 05
2011年11月30日發售。收錄BGM，以及第11-15話的插曲及片尾曲。
THE IDOLM@STER ANIM@TION MASTER 06
2011年12月28日發售。收錄BGM，以及第16-20話的插曲及片尾曲。
THE IDOLM@STER ANIM@TION MASTER 07
2012年2月1日發售。收錄BGM，以及第21-25話的插曲及片尾曲。

### MASTER BOX 系列
收錄遊戲中使用，全人物分別主唱的歌曲。
THE IDOLM@STER MASTER BOX
2006年7月19日發售。3碟CD BOX。收錄Arcade版的各歌曲（全10曲）的全角色（共9人）各自的獨唱版，以及卡拉OK版。
THE IDOLM@STER MASTER BOX Ⅱ
2007年4月4日發售。以兩隻CD收錄Arcade版的9名角色所唱的Xbox 360版的6首新曲、新人物星井美希的全16曲（即Arcade版原有的歌以及Xbox 360版新增的歌）的Game Size；
以及收錄全16曲的舞蹈影片（成員是星井美希・天海春香・如月千早3人）的DVD。
MASTER BOX Ⅰ&Ⅱ ENCORE
2008年2月6日發售。集結 MASTER BOX 和 MASTER BOXⅡ 共計176曲（全16曲×10名角色+卡拉OK版），共5隻CD。
MASTERBOX Ⅲ
2008年4月30日發售。收錄《Live For You!》所使用的歌曲，即Remix A版本的各角色獨唱版和卡拉OK版，共176曲，5隻CD。同梱的booklet，除了歌曲的歌詞外，還收錄負責声優的訪談。
MASTER BOX Ⅳ
2008年5月23日發佈消息。於同年9月24日發售。收錄《Live For You!》所使用的歌曲，DLC配信的Remix-B版本的各獨唱版和卡啦OK版，共計176曲，5隻CD；收錄「Go to the NEXTSTAGE!! THE IDOLM@STER GREAT PARTY」的LIVE PART DIGEST映像的DVD。Booklet收錄，Idolmaster相關歌曲的作詞者・作曲者的訪談。
與「Go to the NEW STAGE! THE IDOLM@STER 3rd ANNIVERSARY LIVE」會場中所販賣的MASTER BOX IV的版本不同，BOX的設計不同，沒有付屬DVD。
發售日曾兩度延期， 由8月6日→8月27日→9月24日。
MASTER BOX Ⅴ
2009年3月18日發售。以兩隻CD收錄DLC所配信的新曲《shiny smile》《Do-Dai》《my-song》《i》《ふるふるフューチャー☆》《神さまのBirthday》的獨唱版和卡啦OK版，共計66曲。另外，《i》是當是收錄在《MASTER ARTIST》的Edited version。
今回的booklet，是的《MASTER ARTIST》以後的封面插圖負責者—杏仁豆腐的插圖解說となっているが、曲順の記載ミスがあることと良品への交換を行うことが發售前に発表されている。
MASTER BOX catalog 08,09,11 COMPLETE
「THE IDOLM@STER 4th ANNIVERSARY PARTY SPECIAL DREAM TOUR'S!!」會場的限定商品。
收錄《shiny smile》《Do-Dai》《my-song》《i》的Remix A/B的兩種獨唱版本（10人）及兩種卡啦ok版，全88曲收錄，共CD4隻。沒有在店家中販賣。
MASTER BOX Ⅵ
2010年3月31日發售。7650組的限定發售。收錄《THE IDOLM@STER SP》所使用的歌曲《I Want》《キラメキラリ》《迷走MIND》《目が逢う瞬間》《スタ→トスタ→》《隣に…》《フタリの記憶》《Kosmos,Cosmos》《いっぱいいっぱい》9曲，包括765 Prodution的成員、以及961 Prodution的3名成員（美希、響、貴音）共12人的獨唱版＋卡啦OK版、全117曲收錄。共CD3隻。
MASTER BOX Ⅶ
「THE IDOLM@STER 6th ANNIVERSARY SMILE SUMMER FESTIV@L!」會場的限定商品。其後可在安利美特郵購。
收錄《Colorful Days》《オーバーマスター》《キミはメロディ》《またね》《L・O・B・M》5曲的Game Version（12人）及卡啦OK版，全65曲，2隻CD。沒有在店家中販賣。
此外，雪步的歌是由淺倉杏美新錄。5個會場分別貼著不同版本的標籤。
なお、雪步の歌はによる新録。5つの会場で別バージョンのステッカーが貼られる。

### BEST 系列
BEST ALBUM MASTER OF MASTER
BEST OF 765+876=!! VOL.01
BEST OF 765+876=!! VOL.02
BEST OF 765+876=!! VOL.03

### 其他歌曲
THE IDOLM@STER Your Song
2007年1月18日發售。
THE IDOLM@STER Vocal Collection
由Frontier Works發售。

### 其他相關

#### 廣播劇CD
THE IDOLM@STER ドラマCD Scene.01 〜萩原雪歩&菊地真編〜
2005年12月22日發售。
THE IDOLM@STER ドラマCD Scene.02 〜如月千早&高槻やよい編〜
2006年2月24日發售。
THE IDOLM@STER ドラマCD Scene.03 〜天海春香&秋月律子&水瀬伊織編〜
2006年3月24日發售。
THE IDOLM@STER ドラマCD Scene.04 〜三浦あずさ&双海亜美・真美編〜
2006年4月21日發售。
THE IDOLM@STER ドラマCD Scene.05 EXTRA STAGE 1
2006年6月23日發售。
THE IDOLM@STER ドラマCD Scene.06 EXTRA STAGE 2
2006年7月21日發售。
THE IDOLM@STER DRAMA NEW STAGE 01
2006年12月22日發售。
THE IDOLM@STER DRAMA NEW STAGE 02
2007年1月25日發售。
THE IDOLM@STER DRAMA NEW STAGE 03
2007年2月23日發售。
ドラマCD アイドルマスター Eternal Prism 01
2008年12月25日發售。
ドラマCD アイドルマスター Eternal Prism 02
2009年1月23日發售。
ドラマCD アイドルマスター Eternal Prism 03
2009年2月25日發售。
ドラマCD アイドルマスター Eternal Prism Premium CD
2009年5月全卷購入特典。

#### RADIO相關
ラジオ大阪
- THE IDOLM@STER RADIO
  - THE IDOLM@STER RADIO 
  - THE IDOLM@STER RADIO TOP×TOP!
  - THE IDOLM@STER RADIO 
  - THE IDOLM@STER RADIO VOCAL MASTER
  - THE IDOLM@STER RADIO COLORFUL MEMORIES
  - THE IDOLM@STER RADIO 
  - THE IDOLM@STER RADIO LONG TIME
- THE IDOLM@STER STATION!!!
  - THE IDOLM@STER STATION!!!　FIRST TRAVEL
  - THE IDOLM@STER STATION!!!  SECOND TRAVEL 〜Seaside Date〜
  - THE IDOLM@STER STATION!!!  THIRD TRAVEL WANTED!!!
  - HEART AND SOUL -THE IDOLM@STER STATION!!!-
  - THE IDOLM@STER STATION!!! Nouvelle Vague

animate.tv
第1期

第2期

第3期

## 偶像大师 灰姑娘女孩

### CINDERELLA MASTER 系列
本系列分为主题单曲、角色Solo曲、属性小组曲三部分，是《偶像大师 灰姑娘女孩》的主打CD系列。歌曲的演唱者与游戏中举办的“灰姑娘总选举”结果密切相关，一定程度上反映了角色的人气。

#### 主题单曲
本系列主要由各次总选举上位偶像演唱的乐曲（俗称“总选单”）构成，也包含了《偶像大师 灰姑娘女孩》的周年纪念曲。
| 专辑名称           | 制作原因                                                    | 发售日期   | 演唱角色 |
| ------------------ | ----------------------------------------------------------- | ---------- | --- |
|                    | 《偶像大师 灰姑娘女孩》主題曲                               | 2013.04.10 | 岛村卯月（大桥彩香）／小日向美穂（津田美波）／三村加奈子（大坪由佳）／涩谷凛（福原绫香）／多田李衣菜（青木瑠璃子）／神崎兰子（内田真礼）／本田未央（原纱友里）／城崎美嘉（佳村遥）／城崎莉嘉（山本希望）／诸星琪拉莉（松嵜麗）／双叶杏（五十岚裕美） |
|                    | 第二次灰姑娘总选举前五名                                    | 2013.08.14 | 神崎兰子（内田真礼）／安娜斯塔西娅（上坂堇）／高垣枫（早见沙织）／舆水幸子（竹达彩奈）／涩谷凛（福原绫香）／岛村卯月（大桥彩香）／本田未央（原纱友里）                                                                                               |
| We're the friends! | 第三次灰姑娘总选举分属性前三名                              | 2014.07.30 | 涩谷凛（福原绫香）／安部菜菜（三宅麻理恵）／绪方智绘里（大空直美）／岛村卯月（大桥彩香）／本田未央（原纱友里）／鹭泽文香（M･A･O）／高垣枫（早见沙织）／姬川友纪（杜野真子）／高森蓝子（金子有希）                                                    |
| Absolute NIne      | 第四次灰姑娘总选举分属性前三名                              | 2015.07.29 | 盐见周子（卢婷）／高垣枫（早见沙织）／涩谷凛（福原绫香）／前川未来（高森奈津美）／一之濑志希（蓝原琴美）／岛村卯月（大桥彩香）／相叶夕美（木村珠莉）／城崎美嘉（佳村遥）／向井拓海（原优子）                                                         |
| Take me☆Take you   | 第五次灰姑娘总选举分属性前三名                              | 2016.11.16 | 岛村卯月（大桥彩香）／高垣枫（早见沙织）／三船美优（原田彩枫）／森久保乃乃（高桥花林）／依田芳乃（高田忧希）／本田未央（原纱友里）／安部菜菜（三宅麻理恵）／前川未来（高森奈津美）／佐藤心（花守由美里）                                             |
| EVERMORE           | 《偶像大师 灰姑娘女孩》五周年纪念曲                         | 2017.02.08 | 因专辑内含有主打曲的“4th LIVE MIX”版本，故本专辑演唱者为在“THE iDOLM@STER CINDERELLA GIRLS 4th LIVE TriCastle Story”中出演的全体嘉宾。 |
| Treasure☆          | デレラジ和CINDERELLA PARTY!两个广播节目的合作曲             | 2017.03.22 | 岛村卯月（大桥彩香）／涩谷凛（福原绫香）／城崎美嘉（佳村遥）／本田未央（原纱友里）／多田李衣菜（青木瑠璃子）／绪方智绘里（大空直美）／城崎莉嘉（山本希望）                                                                                           |
|                    | 第六次灰姑娘总选举分属性前三名                              | 2017.12.13 | 高垣枫（早见沙织）／本田未央（原纱友里）／藤原肇（铃木实里）／荒木比奈（田边留依）／喜多见柚（武田罗梨沙多胡）／佐久间麻由（牧野由依）／村上巴（花井美春）／关裕美（会泽纱弥）／绪方智绘里（大空直美）                                               |
|                    | 高垣枫（早见沙织）原Solo曲的重录版本                        | 2018.01.24 | 高垣枫（早见沙织） |
|                    | 《偶像大师 灰姑娘女孩 星光舞台》二周年纪念曲 2017年代表歌曲 | 2018.03.07 | 本田未央（原纱友里）／佐久间麻由（牧野由依）／鹭泽文香（M･A･O）／舆水幸子（竹达彩奈）／新田美波（洲崎绫）／ 佐佐木千枝（今井麻夏）／龙崎薫（春濑夏实）／樱井桃华（照井春佳）／赤城米利亚（黑泽朋世）／市原仁奈（久野美咲）                           |
|                    | 第七次灰姑娘总选举分属性前三名                              | 2018.10.31 | 安部菜菜（三宅麻理惠）／本田未央（原紗友里）／北條加蓮（渕上舞）／鷹富士茄子（森下來奈）／鷺澤文香（M･A･O）／一之瀬志希（藍原琴美）／佐久間麻由（牧野由依）／南條光（神谷早矢佳）／喜多日菜子（深川芹亞）                                            |

#### 个人单曲
為紀念遊戲玩家人數突破 100 萬人，而決定發售角色歌 CD。CD封套內的特典是：偶像大師 灰姑娘女孩專用 CD 限定設計的偶像卡牌，透過輸入特典中提供的一組序號從而獲得。4月30日發表的Oricon週間單曲排行榜中，史上初次同一作品的5作同時進入前10名。
為了紀念第1波的5張專輯同時進入Oricon音樂排行榜前十名，而決定發售第2波角色歌CD，從4月25日開始每週發表一位決定CD化的偶像，在5月25日發表CINDERELLA MASTER 006-010的發售日。7月6日發表5張專輯同時公布製作名單。
CD内收录有各角色的個人新曲和伴唱音樂、廣播劇「目標！灰姑娘NO.1」，另外收錄遊戲內各角色的台詞語音作為特典。
| 发售批次 | 发售日期                   | 编号 | 演唱角色                    | 角色solo曲名             | 作词                               | 作曲                    | 编曲                                   | 评价                            |
| -------- | -------------------------- | ---- | --------------------------- | ------------------------ | ---------------------------------- | ----------------------- | -------------------------------------- | ------------------------------- |
| 第1弹    | 2012年4月18日              | 001  | 涩谷凛（福原绫香）          | Never say never          | 远山明孝、八城雄太（NBGI）         | 远山明孝（NBGI）        | 关淳二郎                               | Oricon公信榜 周榜初始上位第6名  |
| 第1弹    | 2012年4月18日              | 002  | 双叶杏（五十岚裕美）        |                          | 佐藤贵文、八城雄太（NBGI）         | 佐藤贵文（NBGI）        | 佐藤贵文（NBGI）                       | Oricon公信榜 周榜初始上位第4名  |
| 第1弹    | 2012年4月18日              | 003  | 三村加奈子（大坪由佳）      |                          | 古屋真                             | kyo（NBGI）             | kyo（NBGI）                            | Oricon公信榜 周榜初始上位第8名  |
| 第1弹    | 2012年4月18日              | 004  | 高垣枫（早见沙织）          |                          | 贝田由里子                         | 椎名豪 （NBGI）         | 椎名豪 （NBGI）                        | Oricon公信榜 周榜初始上位第7名  |
| 第1弹    | 2012年4月18日              | 005  | 城崎莉嘉（山本希望）        |                          | 佐藤贵文（NBGI）                   | 佐藤贵文（NBGI）        | 佐藤贵文（NBGI）                       | Oricon公信榜 周榜初始上位第9名  |
| 第2弹    | 2012年8月8日               | 006  | 神崎兰子（内田真礼）        |                          | （NBSI）                           | （NBSI）                | 、（NBSI）                             | Oricon公信榜 周榜初始上位第9名  |
| 第2弹    | 2012年8月8日               | 007  | 前川未来（高森奈津美）      |                          | 佐藤贵文（NBSI）                   | 佐藤贵文（NBSI）        | 佐藤贵文（NBSI）                       | Oricon公信榜 周榜初始上位第11名 |
| 第2弹    | 2012年8月8日               | 008  | 诸星琪拉莉（松嵜丽）        |                          | （NBSI）                           | （NBSI）                | （NBSI）                               | Oricon公信榜 周榜初始上位第10名 |
| 第2弹    | 2012年8月8日               | 009  | 城崎美嘉（佳村遥）          |                          | marhy                              | 内田哲也（NBSI）        | 内田哲也（NBSI）                       | Oricon公信榜 周榜初始上位第13名 |
| 第2弹    | 2012年8月8日               | 010  | 岛村卯月（大桥彩香）        | S(mile)ING!              | 八城雄太（NBSI）                   | Yoshi（NBSI）           | Yoshi（NBSI）                          | Oricon公信榜 周榜初始上位第12名 |
| 第3弹    | 2013年1月23日              | 011  | 小日向美穗（津田美波）      | Naked Romance            | 远山明孝（NBSI）                   | 远山明孝（NBSI）        | 远山明孝（NBSI）                       | Oricon公信榜 周榜初始上位第6名  |
| 第3弹    | 2013年1月23日              | 012  | 多田李衣菜（青木瑠璃子）    | Twilight Sky             | 渡边量（NBSI）                     | 渡边量（NBSI）          | 渡边量（NBSI）                         | Oricon公信榜 周榜初始上位第7名  |
| 第3弹    | 2013年1月23日              | 013  | 十时爱梨（原田瞳）          |                          | MC TC（NBSI）、（NBSI）            | （NBSI）                | （NBSI）                               | Oricon公信榜 周榜初始上位第5名  |
| 第3弹    | 2013年1月23日              | 014  | 川岛瑞树（东山奈央）        | Angel Breeze             | 高濑爱虹                           | 百引一                  | 百引一                                 | Oricon公信榜 周榜初始上位第8名  |
| 第3弹    | 2013年1月23日              | 015  | 本田未央（原纱友里）        |                          | 八城雄太（NBSI）                   | kyo（NBSI）             | kyo（NBSI）                            | Oricon公信榜 周榜初始上位第9名  |
| 第4弹    | 2013年5月22日              | 016  | 日野茜（赤崎千夏）          |                          | mft                                | Jesahm（NBSI）          | 日比野裕史                             | Oricon公信榜 周榜初始上位第12名 |
| 第4弹    | 2013年5月22日              | 017  | 赤城米利亚（黑泽朋世）      | Romantic Now             | MC TC（NBSI）                      | Taku Inoue（NBSI）      | Taku Inoue（NBSI）                     | Oricon公信榜 周榜初始上位第11名 |
| 第4弹    | 2013年5月22日              | 018  | 安部菜菜（三宅麻理惠）      |                          | （IOSYS）                          | ARM（IOSYS）            | ARM（IOSYS）                           | Oricon公信榜 周榜初始上位第7名  |
| 第4弹    | 2013年5月22日              | 019  | 新田美波（洲崎绫）          |                          | 古谷真                             | kyo（NBSI）             | kyo（NBSI）                            | Oricon公信榜 周榜初始上位第10名 |
| 第4弹    | 2013年5月22日              | 020  | 舆水幸子（竹达彩奈）        | To my darling…           | Mitsu（NBSI）                      | 平井克明（NBSI）        | 桥本由香利                             | Oricon公信榜 周榜初始上位第6名  |
| 第5弹    | 2013年11月13日             | 021  | 佐久间麻由（牧野由依）      |                          | 八城雄太（NBGI）                   | 瀧泽俊辅（TRYTONELABO） | 瀧泽俊辅（TRYTONELABO）                | Oricon公信榜 周榜初始上位第11名 |
| 第5弹    | 2013年11月13日             | 022  | 白坂小梅（樱咲千依）        |                          | 八城雄太（NBGI）、佐藤贵文（NBSI） | 佐藤贵文（NBSI）        | 佐藤贵文（NBSI）                       | Oricon公信榜 周榜初始上位第12名 |
| 第5弹    | 2013年11月13日             | 023  | 绪方智绘里（大空直美）      |                          | （NBSI）                           | （NBSI）                | （NBSI）                               | Oricon公信榜 周榜初始上位第15名 |
| 第5弹    | 2013年11月13日             | 024  | 安娜斯塔西娅（上坂堇）      | You're stars shine on me | 贝田由里子                         | 小林启树（NBSI）        | 小林启树（NBSI）                       | Oricon公信榜 周榜初始上位第13名 |
| 第5弹    | 2013年11月13日             | 025  | 高森蓝子（金子有希）        |                          |                                    |                         | 今泉洋                                 | Oricon公信榜 周榜初始上位第16名 |
| 第6弹    | 2014年4月30日              | 026  | 星辉子（松田飒水）          |                          | LindaAI-CUE（NBSI）、              | LindaAI-CUE（NBSI）     | LindaAI-CUE（NBSI）                    | Oricon公信榜 周榜初始上位第8名  |
| 第6弹    | 2014年4月30日              | 027  | 神谷奈緒（松井惠理子）      | 2nd SIDE                 | ESTi                               | ESTi                    | ESTi                                   | Oricon公信榜 周榜初始上位第7名  |
| 第6弹    | 2014年4月30日              | 028  | 北条加莲（渕上舞）          |                          |                                    | 泉典孝                  | 泉典孝                                 | Oricon公信榜 周榜初始上位第5名  |
| 第6弹    | 2014年4月30日              | 029  | 小早川紗枝（立花理香）      |                          | （IOSYS）                          | ARM（IOSYS）            | ARM（IOSYS）                           | Oricon公信榜 周榜初始上位第11名 |
| 第6弹    | 2014年4月30日              | 030  | 堀裕子（铃木绘理）          |                          | 日暮裕纪                           | 日暮裕纪                | 日暮裕纪                               | Oricon公信榜 周榜初始上位第12名 |
| 第7弹    | 2015年2月4日               | 031  | 鹭泽文香（M・A・O）         | Bright Blue              | marhy                              | kyo（BNSI）             | kyo（BNSI）                            | Oricon公信榜 周榜初始上位第4名  |
| 第7弹    | 2015年2月4日               | 032  | 姬川友纪（杜野真子）        |                          | Funta3                             | Funta7                  | Funta7                                 | Oricon公信榜 周榜初始上位第5名  |
| 第7弹    | 2015年2月4日               | 033  | 宫本·芙蕾德莉卡（高野麻美） |                          | Mitsu（BNSI）                      | Yoshi（BNSI）           | Yoshi（BNSI）、平清十郎（TRYTONELABO） | Oricon公信榜 周榜初始上位第11名 |
| 第7弹    | 2015年2月4日               | 034  | 速水奏（饭田友子）          | Hotel Moonside           | MC TC（BNSI）                      | Taku Inoue（BNSI）      | Taku Inoue（BNSI）                     | Oricon公信榜 周榜初始上位第6名  |
| 第7弹    | 2015年2月4日               | 035  | 市原仁奈（久野美咲）        |                          | 佐藤贵文（BNSI）                   | 佐藤贵文（BNSI）        | 佐藤贵文（BNSI）                       | Oricon公信榜 周榜初始上位第7名  |
| 第8弹    | 2015年11月18日             | 036  | 橘爱丽丝（佐藤亚美菜）      | in fact                  | Maiko Fujita                       | Maiko Fujita            | 川田瑠夏                               | Oricon公信榜 周榜初始上位第5名  |
| 第8弹    | 2015年11月18日             | 037  | 片桐早苗（和气杏未）        | Can't stop!!             | 磯谷佳江                           | 小野贵光                | 玉木千寻                               | Oricon公信榜 周榜初始上位第10名 |
| 第8弹    | 2015年11月18日             | 038  | 一之瀨志希（蓝原琴美）      |                          |                                    |                         |                                        | Oricon公信榜 周榜初始上位第6名  |
| 第8弹    | 2015年11月18日             | 039  | 盐见周子（卢婷）            |                          | （IOSYS）                          | ARM（IOSYS）            | ARM（IOSYS）                           | Oricon公信榜 周榜初始上位第8名  |
| 第8弹    | 2015年11月18日             | 040  | 樱井桃华（照井春佳）        |                          |                                    |                         |                                        | Oricon公信榜 周榜初始上位第7名  |
| 第9弹    | 2016年3月2日               | 041  | 大槻唯（山下七海）          | Radio Happy              | MC TC（NBSI）                      | Taku Inoue（NBSI）      | Taku Inoue（NBSI）                     | Oricon公信榜 周榜初始上位第8名  |
| 第9弹    | 2016年3月2日               | 042  | 中野有香（下地紫野）        |                          |                                    | 睦月周平                | 睦月周平                               | Oricon公信榜 周榜初始上位第11名 |
| 第9弹    | 2016年3月2日               | 043  | 二宫飞鸟（青木志貴）        |                          |                                    |                         |                                        | Oricon公信榜 周榜初始上位第7名  |
| 第9弹    | 2016年3月2日               | 044  | 相叶夕美（木村珠莉）        | lilac time               | 桥本由香利                         | 桥本由香利              | 桥本由香利                             | Oricon公信榜 周榜初始上位第10名 |
| 第9弹    | 2016年3月2日               | 045  | 五十岚响子（種﨑敦美）      |                          | 柿埜嘉奈子（BNSI）                 | 柿埜嘉奈子（BNSI）      | kyo（BNSI）                            | Oricon公信榜 周榜初始上位第9名  |
| 第10弹   | 2017年3月15日 （套装发售） | 046  | 乙仓悠贵（中岛由贵）        |                          |                                    | HONY、Shouya Namai      | 宫崎诚                                 | Oricon公信榜 周榜初始上位第3名  |
| 第10弹   | 2017年3月15日 （套装发售） | 047  | 松永凉（千菅春香）          | One Life                 |                                    | 根本优树                | R・O・N                                | Oricon公信榜 周榜初始上位第3名  |
| 第10弹   | 2017年3月15日 （套装发售） | 048  | 依田芳乃（高田忧希）        |                          | （BNSI）                           | （BNSI）                | （BNSI）                               | Oricon公信榜 周榜初始上位第3名  |
| 第11弹   | 2018年4月4日 （套装发售）  | 049  | 关裕美（会泽纱弥）          | 楽園                     | 渡辺量（BNSI）                     | 渡辺量（BNSI）          | 渡辺量（BNSI）                         |                                 |
| 第11弹   | 2018年4月4日 （套装发售）  | 050  | 三船美优（原田彩枫）        | Last Kiss                | 渡部紫緒                           | 坂部剛                  | 坂部剛                                 |                                 |
| 第11弹   | 2018年4月4日 （套装发售）  | 051  | 村上巴（花井美春）          | おんなの道は星の道       | 田村武也                           | 弦哲也                  | 南郷達也                               |                                 |

#### 属性小组曲（Cute/Cool/Passion jewelries! 系列）
属性小组曲系列由上述SoloCD出道的偶像们按属性5人一组演唱，目前仅有前9弹SoloCD的角色共45人制作了9张属性小组曲CD。CD内收录有5人演唱的主打曲、每人一首翻唱曲（原曲来源极为广泛）、同批共通曲的单属性版本、5人出演的广播剧和主打曲的伴奏。
| 属性    | 编号 | 主打曲          | 发售日期   | 演唱角色 |
| ------- | ---- | --------------- | ---------- | --- |
| Cool    | 001  | Nation Blue     | 2013.09.25 | 涩谷凛（福原绫香）／高垣枫（早见沙织）／神崎兰子（内田真礼）／多田李衣菜（青木瑠璃子）／新田美波（洲崎绫）              |
| Cool    | 002  |                 | 2014.12.17 | 川岛瑞树（东山奈央）／白坂小梅（樱咲千依）／安娜斯塔西娅（上坂堇）／神谷奈绪（松井惠理子）／北条加莲（渕上舞）          |
| Cool    | 003  |                 | 2016.06.29 | 鹭泽文香（M・A・O）／速水奏（饭田友子）／橘爱丽丝（佐藤亚美菜）／盐见周子（卢婷）／二宫飞鸟（青木志贵）                 |
| Cute    | 001  |                 | 2013.10.09 | 双叶杏（五十岚裕美）／前川未来（高森奈津美）／岛村卯月（大桥彩香）／小日向美穗（津田美波）／安部菜菜（三宅麻理惠）      |
| Cute    | 002  |                 | 2014.12.31 | 三村加奈子（大坪由佳）／舆水幸子（竹达彩奈）／佐久间麻由（牧野由依）／绪方智绘里（大空直美）／小早川纱枝（立花理香）    |
| Cute    | 003  |                 | 2016.06.01 | 宫本·芙蕾德莉卡（高野麻美）／一之濑志希（蓝原琴美）／樱井桃华（照井春佳）／中野有香（下地紫野）／五十岚响子（种﨑敦美） |
| Passion | 001  | Orange Sapphire | 2013.10.02 | 城崎莉嘉（山本希望）／诸星琪拉莉（松嵜丽）／城崎美嘉（佳村遥）／本田未央（原纱友里）／赤城米利亚（黑泽朋世）            |
| Passion | 002  |                 | 2014.12.24 | 十时爱梨（原田瞳）／日野茜（赤崎千夏）／高森蓝子（金子有希）／星辉子（松田飒水）／堀裕子（铃木绘理）                    |
| Passion | 003  |                 | 2016.06.15 | 姬川友纪（杜野真子）／市原仁奈（久野美咲）／片桐早苗（和气杏未）／大槻唯（山下七海）／相叶夕美（木村珠莉）              |

### ANIMATION PROJECT 系列
本系列收录电视动画《偶像大师 灰姑娘女孩》第一期中所出现的歌曲。包含动画两期背景音乐的原声带专辑因命名原因亦被归于此系列中。
| 编号 | 专辑名称             | 发售日期   | 演唱者 | 收录曲目 |
| ---- | -------------------- | ---------- | --- | --- |
| 00   | ST@RTER BEST         | 2015.01.21 | CINDERELLA PROJECT | CINDERELLA PROJECT 14名成员的出道Solo曲、14人合唱的《》                                                                          |
| 01   | Star!!               | 2015.02.18 | CINDERELLA PROJECT + 动画前辈组                                                                                                | 动画第一期片头曲《Star!!》、第1集插曲《》、第片尾1集曲《》                                                                       |
| 02   | Memories             | 2015.03.18 | LOVE LAIKA（新田美波／洲崎绫 & 安娜斯塔西娅／上坂堇）                                                                          | LOVE LAIKA组合出道单曲《Memories》及伴奏、由LOVE LAIKA组合演唱的动画第一期片尾曲《》、组合二人出演的广播剧                       |
| 03   |                      | 2015.03.25 | Rosenburg Engel（神崎兰子／内田真礼）                                                                                          | Rosenburg Engel的出道单曲《》及伴奏、由Rosenburg Engel演唱的动画第一期片尾曲《》、广播剧                                         |
| 04   | Happy×2 Days         | 2015.04.01 | CANDY ISLAND（双叶杏／五十岚裕美 & 三村加奈子／大坪由佳 & 绪方智绘里／大空直美）                                               | CANDY ISLAND组合出道单曲《Happy×2 Days》及伴奏、由CANDY ISLAND组合演唱的动画第一期片尾曲《》、组合三人出演的广播剧               |
| 05   | LET’S GO HAPPY!!     | 2015.04.08 | （城崎莉嘉／山本希望 & 诸星琪拉莉／松嵜丽 & 赤城米莉亚／黑泽朋世）                                                             | 组合出道单曲《LET’S GO HAPPY!!》及伴奏、由组合演唱的动画第一期片尾曲《》、组合三人出演的广播剧                                   |
| 06   | ØωØver!!             | 2015.04.15 | ＊(Asterisk)（前川未来／高森奈津美 & 多田李衣菜／青木瑠璃子）                                                                  | ＊(Asterisk)组合出道单曲《ØωØver!!》及伴奏、由＊(Asterisk)组合演唱的动画第一期片尾曲《》、组合二人出演的广播剧                   |
| 07   | Evo!Revo!Generation! | 2015.04.22 | new generations（岛村卯月／大桥彩香 & 涩谷凛／福原绫香 & 本田未央／原纱友里）                                                  | new generations组合出道单曲《Evo!Revo!Generation!》及伴奏、由new generations组合演唱的动画第一期片尾曲《》、组合三人出演的广播剧 |
| 08   | GOIN’!!!             | 2015.05.13 | CINDERELLA PROJECT + 城崎美嘉（佳村遥)                                                                                         | 由CINDERELLA PROJECT全员演唱的动画第13集插曲《GOIN’!!!》及伴奏、动画第一期片尾曲《》及伴奏、《》 的LIVE MIX版                    |
| -    | ORIGINAL SOUNDTRACK  | 2016.03.30 | 《STORY》：Perfect 5th（岛村卯月／大桥彩香 & 本田未央／原纱友里 & 涩谷凛／福原绫香 & 神谷奈绪／松井惠理子 & 北条加莲／渕上舞） | 动画两期使用的所有背景音乐和乐曲伴奏的REMIX版、动画中出现并未在此前CD中收录的短版歌曲、原创歌曲《STORY》                         |

### ANIMATION PROJECT 2nd Season 系列
本系列收录电视动画《偶像大师 灰姑娘女孩》第二期中所出现的歌曲。
| 编号 | 专辑名称                            | 发售日期   | 演唱者                                                                                  | 收录乐曲 |
| ---- | ----------------------------------- | ---------- | --------------------------------------------------------------------------------------- | --- |
| 01   | Shine!!                             | 2015.08.05 | CINDERELLA PROJECT                                                                      | 动画第二期片头曲《Shine!!》及伴奏，手机游戏《偶像大师 灰姑娘女孩 星光舞台》原创歌曲《》及伴奏，CINDERELLA PROJECT全员演唱的《》 |
| 02   | ＆ Heart Voice                      | 2015.09.23 | with 城崎美嘉（佳村遥) + CANDY ISLAND with 舆水幸子（竹达彩奈）                         | with 城崎美嘉演唱的动画第17集片尾曲《》及伴奏、CANDY ISLAND with 舆水幸子演唱的动画第18集片尾曲《Heart Voice》及伴奏、与CANDY ISLAND分别演唱的动画第二期片尾曲《》                                                                        |
| 03   | Wonder goes on!! ＆ Rockin' Emotion | 2015.09.30 | ＊(Asterisk) with （木村夏树／安野希世乃 ＆ 安部菜菜／三宅麻理惠）                      | ＊(Asterisk) with 演唱的动画第19集片尾曲《Wonder goes on!!》及伴奏、木村夏树演唱的动画第19集插曲《Rockin’ Emotion》及伴奏、＊(Asterisk)演唱的动画第二期片尾曲《》和动画第11集插曲《We’re the friends!》                                   |
| 04   | ＆ ØωØver!! -Heart Beat Version-    | 2015.10.07 | LOVE LAIKA with Rosenburg Engel + ＊(Asterisk)                                          | LOVE LAIKA with Rosenburg Engel演唱的动画第20集插曲《》及伴奏、＊(Asterisk)演唱的动画第19集插曲《ØωØver!! -Heart Beat Version-》及伴奏、Rosenburg Engel演唱的动画第二期片尾曲《》、安娜斯塔西娅和神崎兰子演唱的动画第13集插曲《Memories》 |
| 05   | Trancing Pulse ＆ Nebula Sky        | 2015.10.14 | Triad Primus（涩谷凛／福原绫香 & 神谷奈绪／松井惠理子 & 北条加莲／渕上舞） + LOVE LAIKA | Triad Primus演唱的动画第22集插曲《Trancing Pulse》及伴奏、安娜斯塔西娅演唱的动画第22集插曲《Nebula Sky》及伴奏、LOVE LAIKA演唱的动画第二期片尾曲《》、Triad Primus演唱的动画第19集插曲《Evo!Revo!Generation!》                            |
| 06   | ／new generations                   | 2015.11.11 | new generations                                                                         | new generations演唱的动画第25集插曲《》及伴奏、动画第23集插曲《》及伴奏、动画第二期片尾曲《》、本田未央演唱的动画第21集插曲《》 |
| 07   | M@GIC☆                              | 2015.11.25 | CINDERELLA PROJECT                                                                      | CINDERELLA PROJECT全员演唱的动画第25集插曲《M@GIC☆》及伴奏、动画第二期片尾曲《》及伴奏、《S(mile)ING！》的LIVE MIX版 |

### STARLIGHT MASTER 系列
本系列收錄的是在手機遊戲《偶像大師 灰姑娘女孩 星光舞台》中首次披露的原創歌曲。CD通常收錄該原創曲的完整版（M@STER VERSION）及伴奏和遊戲内公開的短版（GAME VERSION），同時也通常附有兩位已發售SoloCD的偶像的第二首個人單曲。
| 編號 | 專輯名稱             | 遊戲內公開日期 | CD發售日期 | 演唱者 | 收錄樂曲 |
| ---- | -------------------- | -------------- | ---------- | --- | --- |
| 01   | Snow Wings           | 2015.12.18     | 2016.03.30 | 島村卯月（大橋彩香）、涩谷凛（福原綾香）、本田未央（原紗友里）、大槻唯（山下七海）、上条春菜（長島光那） | 島村卯月、涩谷凛、本田未央、大槻唯、上条春菜五人演唱的《Snow Wings》及伴奏、島村卯月演唱的《days》及伴奏、涩谷凛演唱的《AnemoneStar》及伴奏                                                |
| 02   | Tulip                | 2016.01.31     | 2016.05.18 | LiPPS（速水奏／飯田友子 & 塩見周子／盧婷 & 城崎美嘉／佳村遥 & 宫本·芙蕾德莉卡／高野麻美 & 一之濑志希／藍原琴美）+ 本田未央（原纱友里） + 前川未来（高森奈津美）                                                                        | LiPPS演唱的《Tulip》及伴奏、本田未央演唱的《》及伴奏、前川未来演唱的《》 |
| 03   |                      | 2016.03.31     | 2016.06.22 | L.M.B.G（非全體，遊戲及CD内由 佐佐木千枝／今井麻夏 & 櫻井桃華／照井春佳 & 市原仁奈／久野美咲 & 龍崎薫／春濑夏實 & 赤城米莉亚／黑澤朋世 五人代表） + 城崎莉嘉（山本希望） + 城崎美嘉（佳村遥）                                          | L.M.B.G演唱的《》及伴奏、城崎莉嘉演唱的《SUPERLOVE☆》及伴奏、城崎美嘉演唱的《NUDIE★》及伴奏                                                                                                |
| 04   |                      | 2016.04.30     | 2016.07.27 | （新田美波／洲崎绫 & 鷺澤文香／M･A･O & 橘愛麗絲／佐藤亞美菜 & 高森藍子／金子有希 & 相葉夕美／木村珠莉） + 小日向美穗（津田美波） + 多田李衣菜（青木瑠璃子）                                                                            | 演唱的《》及伴奏、小日向美穗演唱的《》及伴奏、多田李衣菜演唱的《Sparkling Girl》及伴奏 |
| 05   |                      | 2016.05.31     | 2016.08.31 | 炎陣（向井拓海／原優子 & 藤本里奈／金子真由美 & 松永涼／千菅春香 & 大和亞季／村中知 & 木村夏樹／安野希世乃） + 三村加奈子（大坪由佳） + 白坂小梅（櫻咲千依）                                                                           | 炎陣演唱的《》及伴奏、三村加奈子演唱的《》及伴奏、白坂小梅演唱的《Bloody Festa》及伴奏 |
| 06   | Love∞Destiny         | 2016.06.30     | 2016.10.26 | Masque:Rade（佐久間麻由／牧野由依 & 北条加蓮／渕上舞 & 小日向美穂／津田美波 & 多田李衣菜／青木瑠璃子 & 緒方智繪里／大空直美） + 高森藍子（金子有希） + 星輝子（松田颯水）                                                              | Masque:Rade演唱的《Love∞Destiny》及伴奏、高森藍子演唱的《》及伴奏、星輝子演唱的《PANDEMIC ALONE》及伴奏                                                                                    |
| 07   |                      | 2016.07.31     | 2016.12.07 | （川島瑞樹／東山奈央 & 日野茜／ & 堀裕子／鈴木繪理 & 上田鈴帆／ & 難波笑美／伊達朱里紗） + + 緒方智繪里（大空直美） | 演唱的《》及伴奏、演唱的《》及伴奏、緒方智繪里演唱的《cherry*merry*cherry》及伴奏 |
| 08   | BEYOND THE STARLIGHT | 2016.08.31     | 2017.02.01 | 城崎莉嘉（山本希望）、緒方智繪里（大空直美）、北条加蓮（）、川島瑞樹（東山奈央）、大槻唯（山下七海） + 双葉杏（五十嵐裕美） | 城崎莉嘉、緒方智繪里、北条加蓮、川島瑞樹、大槻唯五人演唱的《BEYOND THE STARLIGHT》及伴奏、双葉杏演唱的《》及伴奏、北条加蓮演唱的《Frozen Tears》及伴奏                                     |
| 09   |                      | 2016.09.20     | 2017.03.01 | P.C.S（Pink Check School）（島村卯月／大橋彩香 & 小日向美穂／津田美波 & 五十嵐響子／） + 安部菜菜（三宅麻理惠） + 小早川紗枝（立花理香)                                                                                                | P.C.S演唱的《》及伴奏、安部菜菜演唱的《》及伴奏、小早川紗枝演唱的《薄紅》及伴奏 |
| 10   | Jet to the Future    | 2016.10.20     | 2017.04.19 | Rock the Beat（多田李衣菜／青木瑠璃子 & 木村夏樹／安野希世乃） + + 日野茜（赤﨑千夏）、高森藍子（金子有希）、及川雫（のぐちゆり）、脇山珠美（嘉山未紗）、道明寺歌鈴（新田ひより）                                                                                  | Rock the Beat演唱的《BEYOND THE STARLIGHT》及伴奏、演唱的《》及伴奏、日野茜、高森藍子、脇山珠美、及川雫、道明寺歌鈴五人演唱的《Flip Flop》及伴奏                                           |
| 11   |                      | 2016.12.21     | 2017.05.31 | Happy Happy Twin（雙葉杏／五十嵐裕美 & ／松嵜麗） + 神谷奈緒（松井惠理子） + 佐久間麻由（牧野由依）、小早川紗枝（立花理香）、水本紫（藤田茜）、三村加奈子（大坪由佳）、速水奏（飯田友子）                                              | Happy Happy Twin演唱的《》及伴奏、神谷奈緒演唱的《Neo Beautiful Pain》及伴奏、佐久間麻由、小早川紗枝、水本紫、三村加奈子、速水奏五人演唱的《》及伴奏                                       |
| 12   |                      | 2016.12.31     | 2017.08.09 | 宵乙女（高垣楓／早見沙織 & 佐藤心／ & 三船美優／原田彩楓 & 安部菜菜／三宅麻理恵 & 片桐早苗／） + 佐久間麻由（牧野由依） + KBKYZD（星輝子／松田颯水 & 白坂小梅／櫻咲千依 & 輿水幸子／竹達彩奈 & 小早川紗枝／立花理香） & 姫川友紀／）） | 宵乙女演唱的《》及伴奏、佐久間麻由演唱的《》及伴奏、KBKYZD演唱的《Lunatic Show》及伴奏 |
| 13   |                      | 2017.01.31     | 2017.09.13 | Sweetches（三村加奈子／大坪由佳 & 十時愛梨／ & 森久保乃乃／高橋花林 & 椎名法子／ & 及川雫／） + 赤城米莉亞（黒沢ともよ） + 小日向美穗（津田美波）、城崎美嘉（佳村はるか）、相葉夕美（木村珠莉）、（長島光那）                                              | Sweetches演唱的《》及伴奏、赤城米莉亞演唱的《》及伴奏、小日向美穗、城崎美嘉、相葉夕美、、赤城米莉亞演唱的《shabon song》及伴奏                                                             |
| 14   |                      | 2017.02.17     | 2017.11.08 | Positive Passion（本田未央／原紗友里 & 日野茜／ & 高森藍子／金子有希） + 堀裕子（鈴木絵理） + 高垣楓（早見沙織）、川島瑞樹（東山奈央）、松永涼（千菅春香）、速水奏（飯田友子）、新田美波（洲崎綾）                                             | Positive Passion演唱的《》及伴奏、堀裕子演唱的《》及伴奏、高垣楓、川島瑞樹、松永涼、速水奏、新田美波演唱的《Nocturne》及伴奏                                                               |
| 15   |                      | 2017.02.28     | 2018.03.14 | 春霞（依田芳乃／高田憂希 & 小早川紗枝／立花理香 & 道明寺歌鈴／ & ／田澤茉純 & 脇山珠美／嘉山未紗） + （髙野麻美） | 春霞演唱的《》及伴奏、 演唱的《》及伴奏、道明寺歌鈴、、脇山珠美演唱的《キミのそばでずっと》                                                                                                |
| 16   | ∀NSWER               | 2017.03.21     | 2018.04.18 | Idividuals（早坂美玲／朝井彩加 & 森久保乃乃／高橋花林 & 星輝子／松田颯水） + 川島瑞樹（東山奈央） + 新田美波（洲崎綾） | Idividuals演唱的《∀NSWER》及伴奏、川島瑞樹演唱的《Dreaming of you》及伴奏、新田美波演唱的《Voyage》及伴奏                                                                                  |
| 17   | Nothing but You      | 2017.04.30     | 2018.05.23 | NEX-US（ & 神谷奈緒／松井惠理子 & 中野有香／下地紫野 & 前川未來／高森奈津美 & 星輝子／松田颯水） + 日野茜（赤﨑千夏） + 一之瀬志希（藍原ことみ） | NEX-US演唱的《Nothing but You》及伴奏、日野茜演唱的《》及伴奏、一之瀬志希演唱的《PROUST EFFECT》及伴奏                                                                                     |
| 18   |                      | 2017.05.19     | 2018.06.20 | Sexy Guilty（堀裕子／ & 片桐早苗／ & 及川雫／） + 速水奏（飯田友子） | Sexy Guilty演唱的《》及伴奏、速水奏演唱的《if》及伴奏、片桐早苗演唱的《》及伴奏 |
| 19   | With Love            | 2017.05.31     | 2018.07.18 | Love Yell（五十嵐響子／ & 乙倉悠貴／中島由貴 & 水本紫／藤田茜 & ／松嵜麗 & 姫川友紀／） + 鷺澤文香（M・A・O） + 關裕美（会沢紗弥）、荒木比奈（田辺留依）、村上巴（花井美春）、藤原肇（鈴木みのり）、喜多見柚（武田羅梨沙多胡）                                   | Love Yell演唱的《With Love》及伴奏、鷺澤文香演唱的《》及伴奏、關裕美、荒木比奈、村上巴、藤原肇、喜多見柚演唱的《always》                                                                   |
| 20   |                      | 2017.06.31     | 2018.08.22 | LittlePOPS（雙葉杏／五十嵐裕美 & 城崎莉嘉／山本希望 & 二宮飛鳥／青木志貴 & 白坂小梅／櫻咲千依 & 早坂美玲／朝井彩加） + 五十嵐響子（） + 塩見周子（盧婷）                                                                               | LittlePOPS演唱的《》及伴奏、五十嵐響子演唱的《》及伴奏、塩見周子演唱的《Private Sign》及伴奏                                                                                               |
| 21   | Kawaii make MY day!  | 2017.07.20     | 2018.09.19 | Mellow Yellow（中野有香／下地紫野 & 水本紫／藤田茜 & 椎名法子／） + 姫川友紀／ + 荒木比奈（田辺留依）、（長島光那） | Mellow Yellow演唱的《Kawaii make MY day!》及伴奏、姫川友紀演唱的《Dear My Dreamers》及伴奏、荒木比奈、上条春菜演唱的《Flip Flop ～For SS3A rearrange Mix～》及伴奏                         |
| 22   |                      | 2017.08.21     | 2018.10.17 | Dark Illuminate（神崎蘭子／内田真禮 & 二宮飛鳥／青木志貴） + 輿水幸子（竹達彩奈） + 及川雫（のぐちゆり）、棟方愛海（藤本彩花） | Dark Illuminate演唱的《》及伴奏、輿水幸子演唱的《》及伴奏、及川雫、棟方愛海演唱的《shabon song ～For SS3A rearrange Mix～》及伴奏                                                          |
| 23   |                      | 2017.9.20      | 2018.11.21 | Familia Twin（城崎美嘉／佳村はるか & 城崎莉嘉／山本希望） + 相葉夕美（木村珠莉） + 喜多見柚（武田羅梨沙多胡） + 村上巴（花井美春） | Familia Twin演唱的《》及伴奏、相葉夕美演唱的《》及伴奏、喜多見柚、村上巴演唱的Lunatic Show ～For SS3A rearrange Mix～及伴奏                                                                |
| 24   | Trinity Field        | 2017.11.29     | 2018.12.12 | Triad Primus（渋谷凛／福原綾香 & 北条加蓮／渕上舞 & 神谷奈緒／松井恵理子） | Triad Primus演唱的《Trinity Field》及伴奏、《 -Magical Step Forward Remix- Remixed》、《Party Night -Dance!!!!!!!!!!!!!!! Remix- Remixed》、《Near to You -PicoPico D'n'B Remix- Remixed》 |
| 25   | Happy New Yeah!      | 2018.01.01     | 2019.01.23 | 島村卯月（大橋彩香）、涩谷凛（福原綾香）、本田未央（原紗友里）、佐藤心（花守ゆみり）、三村加奈子（大坪由佳） + 十時愛梨（原田ひとみ） + 三船美優（原田彩楓）、藤原肇（鈴木みのり）                                                                                   | 島村卯月、涩谷凛、本田未央、佐藤心、三村加奈子五人演唱的《Happy New Yeah!》及伴奏、十時愛梨演唱的《》及伴奏、三船美優、藤原肇演唱的Nocturne ～For SS3A rearrange Mix～及伴奏               |
| 26   |                      | 2018.01.12     | 2019.02.20 | 羽衣小町（小早川紗枝／立花理香 & 塩見周子／盧婷） + 神崎蘭子（内田真禮） + 、森久保乃乃（高橋花林） | 羽衣小町演唱的《》及伴奏、神崎蘭子演唱的《》及伴奏、、森久保乃乃演唱的《》及伴奏 |
| 27   | Vast world           | 2018.04.02     | 2019.03.20 | 緒方智繪里（大空直美）、白坂小梅（桜咲千依）、堀裕子（鈴木絵理）、雙葉杏（）、（） + Positive Passion（日野茜/、高森藍子/金子有希、本田未央/原紗友里） + 橘愛麗絲（佐藤亞美菜）                                                                        | 緒方智繪里、白坂小梅、堀裕子、雙葉杏、五人演唱的《Vast world》及伴奏、Positive Passion（日野茜、高森藍子、本田未央）演唱的《》及伴奏、橘愛麗絲演唱的《to you for me》及伴奏                |
| 28   |                      | 2018.07.31     | 2019.05.01 | （安部菜菜/三宅麻理恵、佐藤心/） + 二宮飛鳥（青木志貴） + 前川未來（高森奈津美）、川島瑞樹（東山奈央）、白坂小梅（桜咲千依）、三村加奈子（大坪由佳）                                                                                           | 演唱的《》及伴奏、二宮飛鳥演唱的《反逆的同一性 -Rebellion Identity-》及伴奏、前川未來、川島瑞樹、白坂小梅、三村加奈子四人演唱的《》及伴奏                                                  |

### LITTLE STARS! 系列
本系列收录电视动画《灰姑娘女孩剧场》中所出现的歌曲。

### MASTER SEASONS 系列
本系列为2017年秋季起发售的以季节为主题的多曲目专辑。

### 其他
偶像大师 灰姑娘女孩 鉴赏革命
Yes! Party Time!!
CG STAR LIVE
Stage Bye Stage
CINDERELLA PARTY!
でれぱDEないと をきかないと!!
でれぱれ〜ど がやってきた！